# Viva (canal de televisão alemão)
VIVA foi um canal de televisão aberta alemão dedicado à música, lançado em 1º de dezembro de 1993. 
Criado para concorrer diretamente com a MTV Europe, o canal buscava destacar a música e a cultura pop alemãs em um momento em que a MTV exibia, majoritariamente, produções em inglês de artistas norte-americanos, britânicos, irlandeses e australianos. Após mais de uma década de competição, o VIVA foi adquirido em 2005 pela Viacom, proprietária da MTV. O canal também contou com versões lançadas em outros países da Europa, como Suíça, Áustria, Hungria e Reino Unido.
Nos anos seguintes, o canal sofreu mudanças estruturais e editoriais, perdendo espaço para outras marcas da Viacom, como a própria MTV e o Comedy Central. Em junho de 2018, foi anunciado seu encerramento definitivo. O canal saiu do ar às 14h do dia 31 de dezembro daquele ano, sendo substituído pela programação do Comedy Central.

## História
Início das transmissões e os primeiros anos
A ideia de criar o canal VIVA surgiu de uma iniciativa formada por Christoph Post, Jörg A. Hoppe, Helge Sasse e o ex-diretor da MTV, Michael Oplesch. Durante as discussões iniciais, Hoppe propôs o nome “VIVA” como um título provisório, sugerindo que fosse uma sigla para Videoverwertungsanstalt (algo como “instituto de reaproveitamento de vídeos”). No entanto, Dieter Gorny — cofundador e único diretor-geral desde a estreia do canal até sua aquisição pela Viacom — negou essa explicação, afirmando que essa sigla foi criada depois, como um backronym (sigla montada retroativamente). Mesmo com o histórico de insucesso do nome, anteriormente usado por um programa da RTL e por uma revista feminina da editora Gruner + Jahr, optou-se por mantê-lo.
O canal VIVA entrou no ar em 1º de dezembro de 1993, tornando-se o segundo canal musical da Alemanha. O primeiro, a Musicbox, havia sido transformado em Tele 5 em 1988, e gradualmente abandonou os conteúdos musicais. Foi nesse espaço que o VIVA se inseriu. Seus estúdios estavam instalados em Colônia, no prédio alugado da VOX, pertencente ao grupo Bertelsmann. A criação do canal foi apoiada pela gigante Time Warner, que via na emissora uma forma de impulsionar os negócios da Warner Music na Alemanha. A Bertelsmann Music Group (BMG), por outro lado, recusou o convite para participar, temendo represálias da MTV Europe e duvidando da viabilidade de um canal musical em alemão competir com a MTV.
Apesar disso, executivos da Time Warner, como Tom McGrath e Peter Bogner, seguiram com o projeto, em parceria com outras gravadoras, como Sony, PolyGram e EMI, além de produtores independentes como Michael Oplesch, Rudi Dolezal e Hannes Rossacher (da produtora Me, Myself & Eye). A esses somaram-se os sócios Christoph Post, Jörg A. Hoppe, Marcus O. Rosenmüller, Helge Sasse e Frank Otto — este último incluído por sua experiência no mercado alemão. Entre os primeiros VJs do canal estavam Stefan Raab e Heike Makatsch, que mais tarde se destacariam na televisão e no cinema.
Desde sua criação, o VIVA se posicionou como uma alternativa à MTV Europe, cuja programação era majoritariamente em inglês. Documentos internos da Time Warner indicavam que a MTV era vulnerável por transmitir apenas em língua inglesa, sem licença específica para a Alemanha e sem vínculos diretos com a Europa. O VIVA, por sua vez, propunha-se a exibir pelo menos 40% de música alemã, promovendo artistas locais e reforçando sua identidade nacional.
Pouco antes da estreia, o primeiro diretor do canal, Michael Oplesch, foi substituído por Dieter Gorny, ex-professor e ex-diretor do Rockbüro NRW e da Popkomm. Gorny permaneceu à frente do canal até sua aquisição pela MTV, em 14 de janeiro de 2005.
A primeira transmissão do VIVA aconteceu em 1º de dezembro de 1993, com os estúdios baseados em Colônia-Mülheim, no mesmo prédio da produtora Brainpool. O primeiro videoclipe exibido foi “Zu geil für diese Welt”, do grupo Die Fantastischen Vier — que também foi o último a ser exibido em 2018. A identidade do canal foi moldada principalmente pelos produtores Rudi Dolezal e Hannes Rossacher. Em 1994, o VIVA chegou à liderança de audiência, segundo dados da própria emissora. No entanto, perdeu força após o retorno da MTV à TV aberta. A partir de meados de 2004, o VIVA voltou a liderar ligeiramente entre o público-alvo do mercado publicitário.
Em 1995, o canal criou o prêmio musical Comet, e nesse mesmo ano lançou o canal alternativo VIVA Zwei, voltado para gêneros como rock alternativo, metal, hip-hop underground e música eletrônica. Porém, como o canal nunca foi lucrativo, ele foi encerrado em 7 de janeiro de 2002 e substituído pelo VIVA Plus.
A partir de 2000, o VIVA iniciou sua expansão internacional, com versões do canal na Suíça, Áustria e Polônia, além de parcerias com outras emissoras. Em 2003, surgiram críticas quando se descobriu que a gravadora Universal havia conseguido reservar posições privilegiadas na rotação de videoclipes, beneficiando seus artistas.
Aquisição pela Viacom
Em 2002, surgiram os primeiros rumores sobre a venda do canal VIVA, com a Viacom figurando entre os interessados. Naquele momento, a AOL Time Warner tornou-se acionista majoritária. Com a posterior venda do Warner Music Group, o VIVA também foi colocado no mercado. A disputa pela compra envolveu a Viacom, a ProSiebenSat.1 Media e o RTL Group. A aquisição foi concluída em 24 de junho de 2004, quando a Viacom, controladora da MTV, adquiriu o canal por aproximadamente 310 milhões de euros.
A partir de janeiro de 2005, a Viacom assumiu o controle total da emissora. Houve uma redução drástica na produção de conteúdo original, substituído por programas adquiridos de terceiros, além de demissões em massa. O último programa ao vivo regular, VIVA Live!, ficou no ar até 2011.
Em março de 2005, o canal mudou sua sede de Colônia para Berlim. Em 14 de janeiro de 2007, o VIVA Plus foi encerrado, dando lugar ao Comedy Central, embora o programa Get the Clip tenha sido transferido para o VIVA e exibido até 2014.
Reestruturação e mudanças na programação
A partir de 1º de janeiro de 2011, com a migração da MTV para a TV por assinatura, o VIVA adotou uma nova identidade visual e passou a exibir parte da programação da antiga concorrente. O canal transformou-se, assim, em uma vitrine para os produtos da Viacom, incluindo conteúdos da Nickelodeon e do Comedy Central.
No mesmo ano, em 22 de março, a programação passou a ser transmitida no formato 16:9. Ainda em 2011, foi lançado o VIVA HD, com qualidade full HD, disponível em operadoras como Telekom Entertain, Unitymedia e Zattoo. Em 2012, o canal encerrou suas transmissões via sinal analógico. 
Entre 2014 e 2015, o VIVA passou a compartilhar espaço com o Comedy Central, o que resultou na drástica redução de sua programação musical. Apesar de algumas tentativas de retomar esse conteúdo, a grade tornou-se cada vez mais restrita. A partir do fim de 2015, os realities deixaram de ser exibidos, e o canal passou a se dedicar quase exclusivamente à música.
Encerramento definitivo
Em junho de 2018, a Viacom anunciou oficialmente o encerramento do VIVA, marcado para 31 de dezembro daquele ano. A programação seria integralmente substituída pelo Comedy Central, que voltaria a ocupar as 24 horas da grade. De acordo com Mark Specht, diretor da Viacom na Alemanha, o canal ainda era financeiramente viável, mas a empresa optou por concentrar seus investimentos em marcas consideradas mais promissoras, como MTV, Comedy Central e Nickelodeon. Além disso, a perda de relevância da grade, com horários pouco atrativos, já havia afastado boa parte do público-alvo.
Em 31 de dezembro de 2018, o VIVA foi ao ar pela última vez com o especial VIVA Forever. Durante o programa, diversos músicos e artistas renomados, além de antigos apresentadores — como DJ Bobo, Mola Adebisi, Samy Deluxe, Udo Lindenberg, Alex Christensen, Oliver Pocher, Matthias Opdenhövel e os irmãos Lochis — enviaram mensagens de despedida. Os depoimentos foram embalados pela música Viva Forever, das Spice Girls. Ao final, os apresentadores e convidados se despediram com o trocadilho “Auf Vivasehen” (uma brincadeira com Auf Wiedersehen, que significa “até logo”).
O último videoclipe exibido foi Zu geil für diese Welt, da banda Die Fantastischen Vier — o mesmo que inaugurara a programação do canal 25 anos antes. Nos momentos finais, o logotipo atual deu lugar à sua versão original, em azul e amarelo. Na sequência, a tela escureceu, exibindo esse logotipo acompanhado da inscrição em estilo de lápide: VIVA – Rest in Peace 1993–2018. Exatamente às 14h, a transmissão foi encerrada e a programação passou a ser ocupada pelo Comedy Central.

## Logotipos

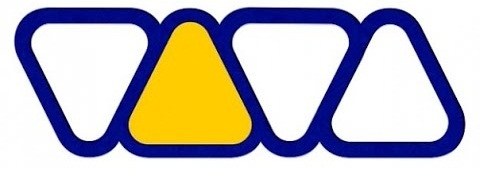
1993 – 1998
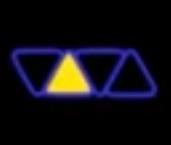
1998 – 2001
2002 – 2004
2005 – 2010
2011 – 2018